# Granulomelon arcigerens
Granulomelon arcigerens är en snäckart som först beskrevs av Tate 1894.  Granulomelon arcigerens ingår i släktet Granulomelon och familjen Camaenidae. Inga underarter finns listade i Catalogue of Life.